# ایوه بازیبا
ایوه بازیبا مسودی (زادهٔ ۱۲ اوت ۱۹۶۵) وکیل، سیاستمدار و کنشگر حقوق بشر اهل جمهوری دموکراتیک کنگو است. وی از مه ۲۰۱۹ به عنوان دبیرکل حزب جنبش برای آزادی کنگو (MLC) فعالیت داشته است.همچنین از سال ۲۰۲۱، سمت‌های معاونت نخست‌وزیری و وزارت محیط زیست را در دولت کنگو بر عهده دارد.

## اوایل زندگی و تحصیل
ایوه بازیبا مسودی در ۱۲ اوت ۱۹۶۵ در استانلیویل (شهر کیسانگانی کنونی) واقع در جمهوری دموکراتیک کنگو متولد شد. دوران تحصیلات متوسطه خود را در دبیرستان بوسانگانی (Lycée Bosangani) کینشاسا گذراند، جایی که دروس لاتین و فلسفه را فراگرفت. وی سپس در دانشگاه کاردینال مالولا کینشاسا پذیرفته شد و موفق به اخذ مدرک لیسانس در روابط بین‌الملل گردید.

## پیشه
ایوه بازیبا در سال ۱۹۸۸ به فعالان حزب سیاسی اتحادیه برای دموکراسی و پیشرفت اجتماعی (UDPS) تحت رهبری اتین تشیسکدی پیوست. او طی حکومت موبوتو سسه سوکو چندین بار بازداشت شد، به مدت چهار روز در دوران لوران کابیلا زندانی گردید و توسط دولت ژوزف کابیلا به دلیل محکوم کردن فساد در صنعت معدن مورد تعقیب قضایی قرار گرفت. در سال ۲۰۰۲، او در مذاکرات شهر خورشید که منجر به تشکیل دولت انتقالی و برگزاری انتخابات سال ۲۰۰۶ و استقرار جمهوری سوم شد، مشارکت نمود. زمانی که حزب وی (UDPS) انتخابات را تحریم کرد، او شخصاً ازاتین تشیسکدی و دیگر رهبران حزب درخواست نمود تا برای مشارکت در انتخابات مجوز ویژه دریافت کنند.
در سال ۲۰۰۷، او به عنوان عضو حزب سیاسی جنبش برای آزادی کنگو (MLC) از طریق مجلس استانی کینشاسا به سنا راه یافت. او همواره از مدافعان سرسخت حقوق بشر، به ویژه حقوق زنان و گروه‌های آسیب‌پذیر بوده است. در دوره قانونگذاری ۲۰۱۱–۲۰۱۶، طرحی را ارائه داد که شامل حمایت‌های ویژه از افراد دارای معلولیت می‌شد. این طرح را بار دیگر در سال ۲۰۱۹ تقدیم مجلس کرد.
از سال ۲۰۱۹، او به عنوان دبیرکل MLC خدمت کرد.

## خانواده
بازیبا یک مادر متأهل است.

## سایر مسئولیت‌ها
بازیبا رئیس اتحادیه زنان کنگو برای انتخابات (LIFCE) است.

## آثار ذکر شده
- Mazanza Kindulu, Joseph-Roger (2015). Les femmes dans l'espace décisionnel congolais (به فرانسوی). Editions L'Harmattan. ISBN 9782336388915.